# Hugh Howie
Hugh Howie (14. oktober 1924 - 14. januar 1958) var en skotsk fodboldspiller (forsvarer). Han spillede én kamp for Skotlands landshold, et opgør mod Wales 23. oktober 1948.
På klubplan tilbragte Howie hele sin karriere hos Edinburgh-storklubben Hibernian, og vandt tre skotske mesterskaber med klubben. Han begyndte efterfølgende på en uddannelse som journalist, men døde i en bilulykke i 1958, kun 33 år gammel.

## Titler
Skotsk mesterskab
- 1948, 1951 og 1952 med Hibernian